# David di Donatello 2014
La cerimonia di premiazione della 59ª edizione dei David di Donatello ha avuto luogo il 10 giugno 2014. 
La cerimonia è stata condotta da Paolo Ruffini e Anna Foglietta e trasmessa in diretta sul canale Rai Movie. e in differita su Rai1.
Le candidature sono state annunciate il 12 maggio 2014. I film con il maggior numero di nomination sono stati Il capitale umano di Paolo Virzì (19) e La grande bellezza di Paolo Sorrentino (18). Seguono Smetto quando voglio di Sydney Sibilia (12 candidature) e Allacciate le cinture di Ferzan Özpetek (11).

## Vincitori e candidati
Miglior film
- Il capitale umano, regia di Paolo Virzì
- La grande bellezza, regia di Paolo Sorrentino
- La mafia uccide solo d'estate, regia di Pierfrancesco Diliberto
- La sedia della felicità, regia di Carlo Mazzacurati
- Smetto quando voglio, regia di Sydney Sibilia

Miglior regista
- Paolo Sorrentino - La grande bellezza
- Carlo Mazzacurati - La sedia della felicità
- Ferzan Özpetek - Allacciate le cinture
- Ettore Scola - Che strano chiamarsi Federico
- Paolo Virzì - Il capitale umano

Miglior regista esordiente
- Pierfrancesco Diliberto - La mafia uccide solo d'estate
- Valeria Golino - Miele
- Fabio Grassadonia e Antonio Piazza - Salvo
- Matteo Oleotto - Zoran - Il mio nipote scemo
- Sydney Sibilia - Smetto quando voglio

Migliore sceneggiatura
- Francesco Piccolo, Francesco Bruni, Paolo Virzì - Il capitale umano
- Paolo Sorrentino, Umberto Contarello - La grande bellezza
- Michele Astori, Pierfrancesco Diliberto, Marco Martani - La mafia uccide solo d'estate
- Francesca Marciano, Valia Santella, Valeria Golino - Miele
- Valerio Attanasio, Andrea Garello, Sydney Sibilia - Smetto quando voglio

Migliore produttore
- Nicola Giuliano, Francesca Cima per Indigo Film - La grande bellezza
- Per Indiana Production Fabrizio Donvito, Benedetto Habib, Maco Cohen, coproduttore per Manny Films Philippe Gompel, Birgit Kemner, con Rai Cinema e Motorino Amaranto - Il capitale umano
- Mario Gianani, Lorenzo Mieli per Wildside con Rai Cinema - La mafia uccide solo d'estate
- Riccardo Scamarcio, Viola Prestieri per Buena Onda Film con Rai Cinema - Miele
- Massimo Cristaldi, Fabrizio Mosca - Salvo
- Domenico Procacci, Matteo Rovere con Rai Cinema - Smetto quando voglio

Migliore attrice protagonista
- Valeria Bruni Tedeschi - Il capitale umano
- Paola Cortellesi - Sotto una buona stella
- Sabrina Ferilli - La grande bellezza
- Kasia Smutniak - Allacciate le cinture
- Jasmine Trinca - Miele

Migliore attore protagonista
- Toni Servillo - La grande bellezza
- Giuseppe Battiston - Zoran - Il mio nipote scemo
- Fabrizio Bentivoglio - Il capitale umano
- Carlo Cecchi - Miele
- Edoardo Leo - Smetto quando voglio

Migliore attrice non protagonista
- Valeria Golino - Il capitale umano
- Claudia Gerini - Tutta colpa di Freud
- Paola Minaccioni - Allacciate le cinture
- Galatea Ranzi - La grande bellezza
- Milena Vukotic - La sedia della felicità

Migliore attore non protagonista=== 
- Fabrizio Gifuni - Il capitale umano
- Valerio Aprea - Smetto quando voglio
- Giuseppe Battiston - La sedia della felicità
- Libero De Rienzo - Smetto quando voglio
- Stefano Fresi - Smetto quando voglio
- Carlo Verdone - La grande bellezza

Migliore direttore della fotografia
- Luca Bigazzi - La grande bellezza
- Jérôme Alméras - Il capitale umano
- Daniele Ciprì - Salvo
- Gian Filippo Corticelli - Allacciate le cinture
- Gergely Poharnok - Miele

Migliore musicista
- Pivio e Aldo De Scalzi - Song'e Napule
- Pasquale Catalano - Allacciate le cinture
- Lele Marchitelli - La grande bellezza
- Umberto Scipione - Sotto una buona stella
- Carlo Virzì - Il capitale umano

Migliore canzone originale

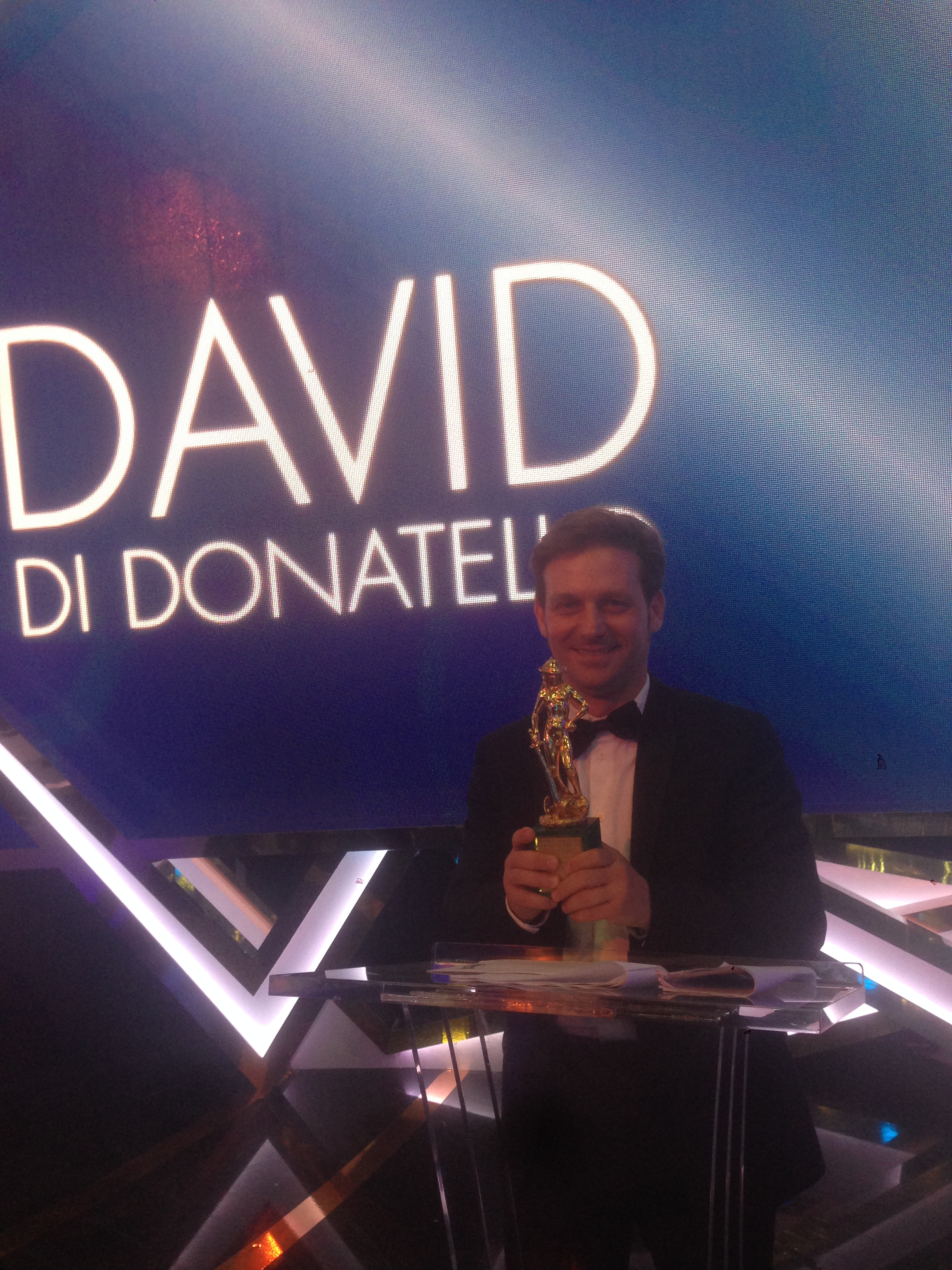
Alessandro Nelson Garofalo durante la vittoria per la migliore canzone originale

- A' verità - musica di Francesco Liccardo, Rosario Castagnola, testo di Francesco Liccardo, Sarah Tartuffo, Alessandro Nelson Garofalo, interpretata da Franco Ricciardi - Song'e Napule
- I'm Sorry - testo e musica di Giacomo Vaccai, interpretata da Jackie O'S Farm - Il capitale umano
- A malìa - testo e musica di Dario Sansone, interpretata da Foja - L'arte della felicità
- Tosami lady - testo e musica di Santi Pulvirenti, interpretata da Domenico Centamore - La mafia uccide solo d'estate
- Smetto quando voglio - testo e musica di Domenico Scardamaglio, interpretata da Scarda - Smetto quando voglio
- Dove cadono i fulmini - testo, musica e interpretazione di Erica Mou - Una piccola impresa meridionale

Migliore scenografo
- Stefania Cella - La grande bellezza
- Giancarlo Basili - Anni felici
- Marco Dentici - Salvo
- Marta Maffucci - Allacciate le cinture
- Mauro Radaelli - Il capitale umano

Migliore costumista
- Daniela Ciancio - La grande bellezza
- Maria Rita Barbera - Anni felici
- Alessandro Lai - Allacciate le cinture
- Bettina Pontiggia - Il capitale umano
- Cristiana Ricceri - La mafia uccide solo d'estate

Migliore truccatore
- Maurizio Silvi - La grande bellezza
- Dalia Colli - La mafia uccide solo d'estate
- Paola Gattabrusi - Anni felici
- Caroline Phillipponnat - Il capitale umano
- Ermanno Spera - Allacciate le cinture

Migliore acconciatore
- Aldo Signoretti - La grande bellezza
- Francesca De Simone - Allacciate le cinture
- Stéphane Desmarez - Il capitale umano
- Massimo Gattabrusi - Anni felici
- Sharim Sabatini - La sedia della felicità

Migliore montatore
- Cecilia Zanuso - Il capitale umano
- Giogiò Franchini - Miele
- Patrizio Marone - Allacciate le cinture
- Cristiano Travaglioli - La grande bellezza
- Gianni Vezzosi - Smetto quando voglio

Migliore fonico di presa diretta
- Roberto Mozzarelli - Il capitale umano
- Maurizio Argenterie - Anni felici
- Angelo Bonanni - Smetto quando voglio
- Emanuele Cecere - La grande bellezza
- Marco Grillo, Mirco Pantalla - Allacciate le cinture

Migliori effetti speciali visivi
- Rodolfo Migliari, Luca Della Grotta per Chromatica - La grande bellezza
- EDI Effetti Digitali Italiani - Il capitale umano
- Paola Trisoglio, Stefano Marinoni per Visualogie - La mafia uccide solo d'estate
- Rodolfo Migliari per Chromatica - Smetto quando voglio
- Palantir Digital - Song'e Napule

Miglior documentario di lungometraggio
- Stop the Pounding Heart, regia di Roberto Minervini
- Dal profondo, regia di Valentina Pedicini
- Il segreto, regia di Cyop & Kaf
- In utero Srebrenica, regia di Giuseppe Carrieri
- L'amministratore, regia di Vincenzo Marra
- Sacro GRA, regia di Gianfranco Rosi

Miglior cortometraggio
- 37°4 S, regia di Adriano Valerio
- A passo d'uomo, regia di Giovanni Aloi
- Bella di notte, regia di Paolo Zucca
- Lao, regia di Gabriele Sabatino Nardis
- Non sono nessuno, regia di Francesco Segrè

Miglior film dell'Unione Europea
- Philomena, regia di Stephen Frears
- Ida, regia di Paweł Pawlikowski
- La vita di Adele (La Vie d'Adèle - Chapitres 1 & 2), regia di Abdellatif Kechiche
- Still Life, regia di Uberto Pasolini
- Venere in pelliccia (La Vénus à la fourrure), regia di Roman Polański

Miglior film straniero
- Grand Budapest Hotel (The Grand Budapest Hotel), regia di Wes Anderson
- 12 anni schiavo (12 Years a Slave), regia di Steve McQueen
- American Hustle - L'apparenza inganna (American Hustle), regia di David O. Russell
- Blue Jasmine, regia di Woody Allen
- The Wolf of Wall Street, regia di Martin Scorsese

Premio David giovani
- La mafia uccide solo d'estate, regia di Pierfrancesco Diliberto
- Il capitale umano, regia di Paolo Virzì
- La grande bellezza, regia di Paolo Sorrentino
- Sole a catinelle, regia di Gennaro Nunziante
- Tutta colpa di Freud, regia di Paolo Genovese

David speciale
- Sophia Loren, per la sua interpretazione ne Voce umana di Edoardo Ponti
- Marco Bellocchio, alla carriera
- Andrea Occhipinti, per il suo impegno nella distribuzione cinematografica
- Carlo Mazzacurati, alla carriera (postumo)
- Riz Ortolani, alla carriera (postumo)